# Проксима Центавра
Про́ксима Цента́вра (от лат. proxima — ближайшая), Альфа Центавра C — звезда, красный карлик, относящаяся к звёздной системе Альфа Центавра, ближайшая к Солнцу звезда.
Как следует из параллакса в 768,5 ± 0,2 угловой миллисекунды (по данным телескопа «Gaia»), Проксима Центавра расположена примерно в 4,244 светового года от Земли, что в 270 тыс. раз больше расстояния от Земли до Солнца (астрономической единицы).
В 2002 году с использованием метода оптической интерферометрии было вычислено, что угловой диаметр Проксимы Центавра составляет 1,02 ± 0,08 угловой миллисекунды. Отсюда, с учётом приведённого выше расстояния до звезды, следует, что её фактический диаметр примерно в 7 раз меньше диаметра Солнца и только в 1,5 раза больше диаметра Юпитера. Масса Проксимы Центавра примерно в 8 раз меньше массы Солнца и в 130 раз больше массы Юпитера.
Проксима Центавра является членом системы Альфа Центавра AB и обращается вокруг общего центра масс системы с периодом около 550 000 лет. В настоящее время Проксима находится на расстоянии 12 950 а.е. (1,94 трлн км) от пары Альфа Центавра AB.

## Характеристики

Сравнительные размеры и цвет Солнца и звёзд, составляющих систему α Центавра

Видимая звёздная величина Проксимы Центавра равна 11m, несмотря на малое расстояние до Земли. Объясняется это тем, что Проксима Центавра — красный карлик, а такие звёзды вообще излучают мало энергии. Звезду такой малой яркости невозможно различить невооружённым глазом. Из-за трудностей наблюдения эта звезда была открыта только в 1915 году Робертом Иннесом, который был в то время директором Обсерватории Союза в Йоханнесбурге, ЮАС. Параллакс звезды был впервые измерен в 1917 году, до этого ближайшей к Солнцу звездой считалась α Центавра.
Как и многие другие красные карлики, Проксима Центавра является вспыхивающей переменной звездой. Во время вспышек её светимость может увеличиться в несколько раз. Вспышки сопровождаются увеличением яркости не только в оптическом, но и в рентгеновском диапазоне, о чём свидетельствуют наблюдения орбитальной обсерватории XMM-Newton. Светимость Проксимы Центавра в диапазоне энергий 0,15—10 кэВ менялась от 3,9⋅1028 до 1,5⋅1032 эрг/с.
Векторы собственного движения Проксимы Центавра и звёзд Альфа Центавра A и B практически совпадают, что свидетельствует в пользу того, что все три звезды составляют одну систему, а Проксима Центавра обращается по орбите вокруг пары A и B. В 2017 году удалось более точно определить параметры орбиты Проксимы Центавра: большая полуось орбиты — 8,7+0,7
−0,4 тыс. а. e.; эксцентриситет орбиты — 0,5+0,08
−0,09; орбитальный период — 547+66
−44 тыс. лет. На этом основании звезду также называют Альфа Центавра C. Для наблюдателя на Земле угловое расстояние между Проксимой Центавра и Альфой Центавра через примерно 300 тыс. лет уменьшится в 4 раза — до половины градуса.

## История наблюдений

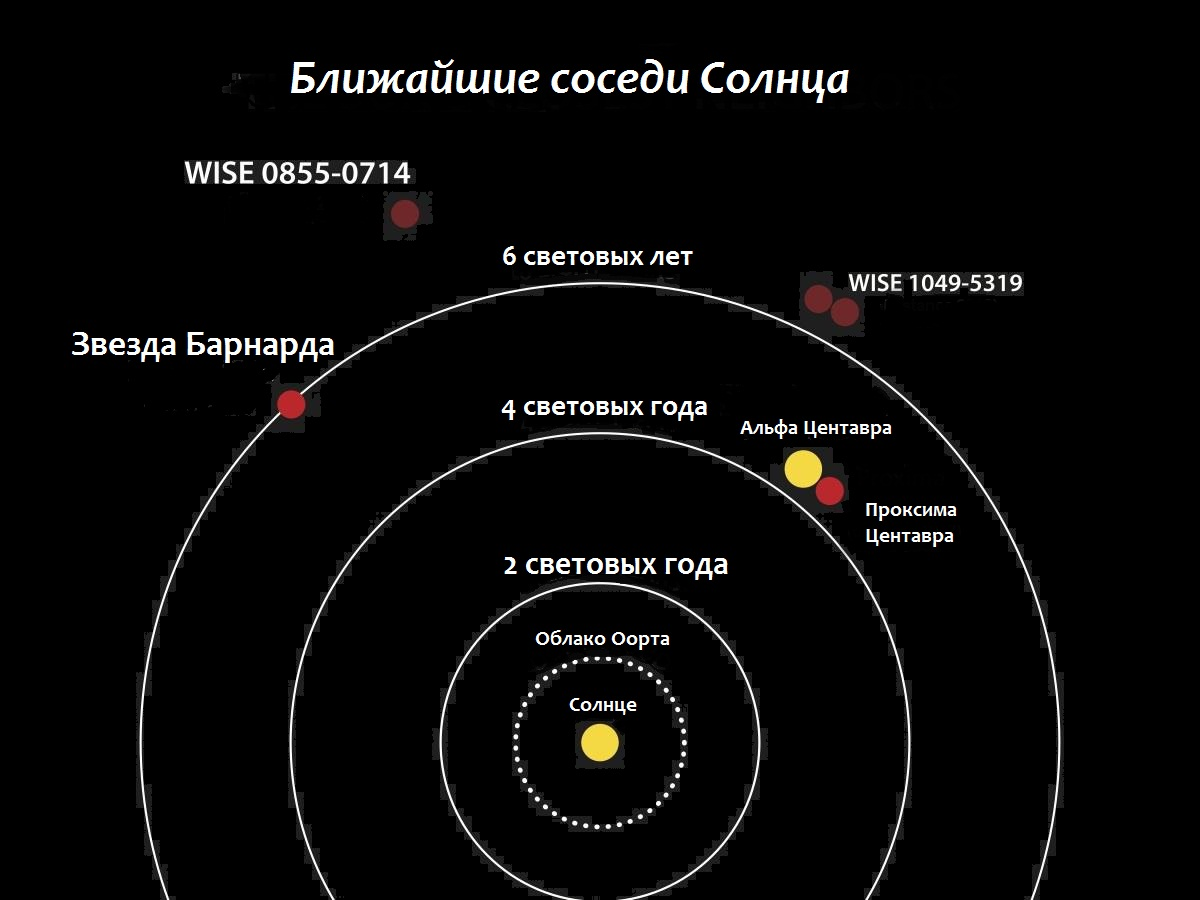
Ближайшее окружение Солнца.

В 1915 году Роберт Иннес, директор обсерватории, находящейся недалеко от Йоханнесбурга на Мысе Доброй Надежды (1903—1927), открыл звезду, имевшую такое же собственное движение, как и звезда Альфа Центавра. Он предложил назвать её Проксима Центавра. В 1917 году нидерландский астроном Джоан Вут измерил тригонометрический параллакс звезды и подтвердил, что Проксима Центавра находится примерно на таком же расстоянии от Солнца, что и Альфа Центавра. Было также определено, что Проксима Центавра является звездой с минимальной измеренной светимостью (на то время). Первое точное определение параллакса Проксимы Центавра было выполнено американским астрономом Гарольдом Олденом (Harold L. Alden) в 1928 году: он подтвердил результаты предыдущих измерений параллакса — 0,783″ ±0,005″.
В 1951 году американский астроном Харлоу Шепли заявил, что Проксима Центавра — вспыхивающая звезда. Сравнение с фотографиями, сделанными ранее, выявило, что звезда демонстрирует некоторое увеличение яркости примерно на 8 % изображений; в то время этот факт позволял считать её наиболее активной вспыхивающей звездой. Относительная близость звезды позволяет проводить тщательные наблюдения её вспышечной активности. В 1980 году астрономы обсерватории HEAO-2 составили подробную кривую энергии рентгеновского излучения Проксимы Центавра. Дальнейшие наблюдения вспышечной активности производились с помощью спутников EXOSAT и ROSAT. В 1995 году рентгеновское излучение менее масштабных, подобных солнечным, вспышек наблюдал японский спутник ASCA. С тех пор Проксима Центавра является объектом изучения большинства обсерваторий, работающих в рентгеновском диапазоне, в том числе XMM-Newton и «Чандра».

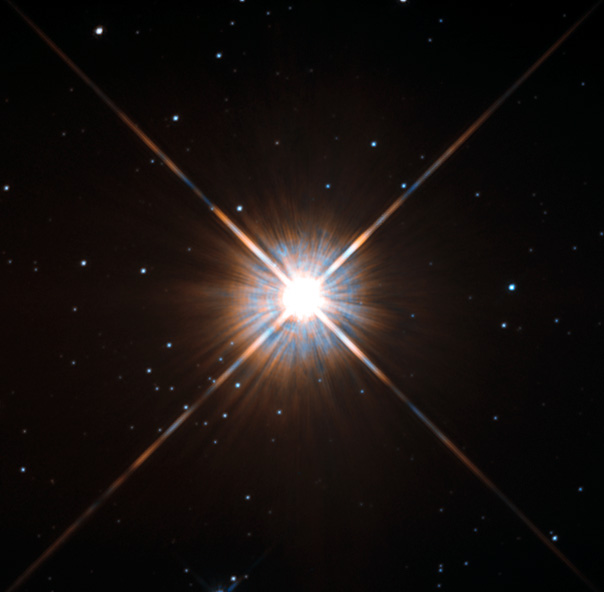
Самая чёткая фотография Проксимы Центавра, снятая космическим телескопом «Хаббл»

Поскольку Проксима Центавра имеет значительное южное склонение, её можно наблюдать только южнее 27° с. ш. Такие красные карлики, как Проксима Центавра, слишком тусклы, поэтому их нельзя увидеть невооружённым глазом. Даже со звёзд Альфа Центавра A и Альфа Центавра B Проксима Центавра видна как объект 5-й звёздной величины. Её видимая звёздная величина — 11m, поэтому даже в идеальных условиях — когда небо не засвечено, а звезда находится высоко над горизонтом, — для её наблюдения нужен телескоп с апертурой не менее 8 см.
В апреле 2020 года космический зонд New Horizons произвёл съёмку Проксимы Центавра и Wolf 359 для измерения параллакса на базе в 46 астрономических единиц.

### Планетная система

Схема планетной системы Проксимы Центавра. Зелёным показана зона обитаемости

В 2017 году субмиллиметровый телескоп ALMA в Чили смог зарегистрировать в системе Проксима Центавра тепловое излучение, которое, возможно, исходит от пояса астероидов, аналогичного поясу Койпера в Солнечной системе. Также имеется ещё несколько кандидатов в пояса астероидов и кандидат в планеты, расположенный у кромки первого пояса.
Ещё в 1998 году спектрограф космического телескопа «Хаббл» обнаружил планету на расстоянии 0,5 а.е. от Проксимы Центавра, но последующие поиски не подтвердили данный результат. Поиски планет, вращающихся вокруг Проксимы Центавра, не увенчались успехом и исключили возможность существования коричневых карликов и массивных планет возле неё. Точные измерения её радиальной скорости исключили также возможность существования суперземель в её зоне обитаемости. Выявление тел меньшего размера требует использования новых инструментов — например, космического телескопа имени Джеймса Уэбба, запущенного 25 декабря 2021 года.
В 2016 году Европейская южная обсерватория подтвердила сведения о существовании землеподобной планеты Проксима Центавра b в обитаемой зоне Проксимы Центавра.
В 2018 году, проанализировав данные радиоинтерферометра ALMA, астрономы под руководством Мередит МакГрегор из Гарвард-Смитсоновского центра астрофизики выяснили, что в марте 2017 года Проксима Центавра за 10 секунд увеличила свою яркость в тысячу раз (это в 10 раз ярче самых мощных солнечных вспышек в аналогичном диапазоне). Этой вспышке предшествовала другая, более слабая вспышка, длившаяся менее 2 минут. Некоторые учёные полагают, что дозы радиации, полученные планетой Проксима Центавра b за миллионы лет, должны были сделать её поверхность безжизненной (что не отменяет возможность существования жизни в океане, если таковой имеется). С другой стороны, наличие механизмов радиационной устойчивости некоторых микроорганизмов (например, Deinococcus radiodurans) позволяет надеяться на возможную эволюцию гипотетической жизни на планете, позволяющую адаптироваться даже к столь жёстким условиям обитания. Также группа МакГрегор считает необходимым отказаться от выдвинутых ранее предположений о наличии газопылевого кольца и других планет вокруг Проксимы Центавра.
В 2019 году астрономами Туринской обсерватории было сообщено об открытии у Проксима Центавры ещё одного кандидата в экзопланеты. Неподтверждённая экзопланета Проксима Центавра c может иметь массу 5,8 ± 1,9 масс Земли, и большую полуось орбиты 1,5 а.е. Период обращения планеты вокруг Проксимы Центавра по эллиптической орбите может составлять около 1900 дней или около 5,21 +0,26/−0,22 года. Из-за удалённости от своей материнской звезды сверхземля Проксима Центавра c находится далеко за пределами зоны обитаемости и имеет равновесную температуру около 39 К. Для подтверждения существования этой экзопланеты необходимы дополнительные наблюдения и измерения с помощью прибора HARPS, установленного на 3,6-метровом телескопе Европейской южной обсерватории в Чили, и космического телескопа Gaia Европейского космического агентства. На изображении, полученном прибором SPHERE (VLT), кроме Проксимы Центавра и фоновых звёзд в неожиданном месте был обнаружен ещё один объект, однако он может являться шумом, так как астрономы не смогли полностью удалить свет от звезды и фоновый свет, поэтому рябь видна по всему снимку.
Существование планеты Проксима Центавра b было подтверждено учёными в 2020 году с помощью данных спектрографа ESPRESSO Очень Большого Телескопа (VLT). Также были уточнены её масса — не менее 1,173 ± 0,086 массы Земли и период обращения — 11,18427 ± 0,00070 дня. Кроме того, в данных ESPRESSO был зафиксирован дополнительный короткопериодический сигнал, повторяющийся с периодом 5,15 дня, что может свидетельствовать о наличии у Проксимы Центавра ещё одной планеты с минимальной массой 0,29±0,08 массы Земли, находящейся на расстоянии 0,03 а.е. от материнской звезды. Также собранные спектрографом ESPRESSO данные исключают наличие у Проксимы Центавра дополнительных компаньонов массой выше 0,6 массы Земли с периодами обращения короче 50 дней.
В 2020—2022 годах с помощью спектрографа ESPRESSO телескопа VLT у Проксимы Центавра была открыта третья экзопланета субземного размера Проксима Центавра d, более близкая чем первые две планеты. Радиус планеты оценивается в 0,81±0,08 радиуса Земли. Масса планеты: ≥0,26±0,05 массы Земли (в два раза больше массы Марса).

## Будущие исследования

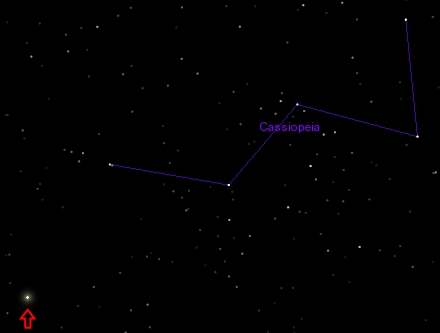
Вид на Солнце из системы Альфа Центавра в программе Celestia

Из-за её близости к Земле, Проксиму Центавра было предложено облететь в рамках межзвёздного полёта. Проксима в настоящее время движется к Земле со скоростью 22,2 км/с. Через 26700 лет, когда она приблизится на расстояние 3,11 световых лет, она начнёт удаляться.
При использовании обычных, неядерных двигательных установок полет космического аппарата к Проксиме Центавра потребовал бы тысячи лет. Например, зонд «Вояджер-1», скорость которого составляет 17 км/с относительно Солнца, мог бы достичь Проксимы за 73775 лет, если бы двигался в направлении этой звезды. У медленно двигающегося зонда было бы несколько десятков тысяч лет на то, чтобы нагнать Проксиму Центавра вблизи точки её максимального приближения, после чего лишь наблюдать, как она удаляется.
Ядерно-импульсный двигатель позволил бы выполнить такой межзвёздный перелёт в пределах столетия, что послужило вдохновением для ряда проектов, таких как Орион, Дедал и Longshot.
Проект Breakthrough Starshot направлен на то, чтобы достичь системы Альфа Центавра в первой половине 21-го века, используя микрозонды, движущиеся со скоростью 20 % от скорости света и приводимые в движение давлением света от наземных лазеров мощностью около 100 гигаватт. Зонды совершили бы пролёт мимо Проксимы Центавра, чтобы сделать фотографии и собрать данные о составах атмосфер её планет. Пересылка собранной информации на Землю заняла бы 4,22 года.

## Проксима Центавра в научной фантастике
- В фильме «Москва — Кассиопея» главный герой и его хулиганистый одноклассник едва не погибают, оказавшись в открытом космосе недалеко от Проксимы Центавра, с которой произошёл выброс облака водорода.
- В романе Роберта Хайнлайна «Пасынки Вселенной» целью первой межзвёздной экспедиции была именно Проксима Центавра.
- Проксима Центавра была упомянута в романе Айзека Азимова «Немезида» как возможное направление, в котором отправилось космическое поселение.
- В романе Гарри Гаррисона «Пленённая Вселенная» повествуется о гигантском космическом корабле, отправленном с Земли к ближайшей звезде, Проксиме Центавра, для заселения новых миров.
- В романе Филипа Дика «Три стигмата Палмера Элдрича» (The Three Stigmata of Palmer Eldritch) Палмер Элдрич возвращается с Проксимы, населённой Проксами.
- В научно-фантастическом фильме «Сквозь горизонт» космический корабль «Горизонт событий» имел на борту устройство, способное генерировать мини-чёрную дыру и, используя её энергию, искривлять пространство-время, чтобы наложить друг на друга точку, где корабль находится в данный момент времени, с другой произвольной точкой, куда он хочет переместиться. Другими словами, создавалась червоточина, через которую корабль мог мгновенно перемещаться на многие световые годы. Корабль должен был «прыгнуть» к Проксиме Центавра и вернуться, но исчез без вести.
- В романе Сергея Павлова «Лунная радуга» Проксима является целью колонизации её экзотами.
- В романе Станислава Лема «Магелланово облако» звездолет отправляется на Альфу Центавра и изучает Проксиму.